# Landesbank Hessen-Thüringen
Landesbank Hessen-Thüringen (Helaba) is een grote bank in Duitsland met het hoofdkantoor in Frankfurt am Main.
Op 1 Juli 2012 nam de Helaba delen van de WestLB bank over.